# Жданович, Кондрат Никитич
Кондра́т Ники́тич Ждано́вич (8 марта 1847, Медведевка, Черниговская губерния, Российская империя — 27 августа 1917, Полтава, Полтавская губерния, Российская республика) — русский военный, генерал-лейтенант Русской императорской армии, участник Первой мировой войны.

## Биография
Кондрат Никитич Жданович родился в селе Медведевка Черниговской губернии 8 марта 1847 года. Происходил из дворянской семьи.
Учился в 2-м Константиновском военном училище, в 1870 году закончил Михайловское артиллерийское училище.
В 1877—1885 годах служил старшим адъютантом штаба 6-го армейского корпуса, в 1885—1887 годах — на той же должности в артиллерийском управлении Варшавского военного округа. В 1887—1901 годах командовал 35-м, 2-м гренадерским и 3-м Финляндским парками лёгкой артиллерии.
Впоследствии служил в Поволжье белебеевским (1901—1903), самарским (1903—1906) и саратовским (1906—1907) уездным военным начальником. В 1907—1909 годах был начальником казанской местной бригады. Во время русско-японской войны и некоторое время после неё, в середине 1904 — в конце 1906 годов, возглавлял Челябинскую внутреннюю эвакуационную комиссию.
С 1895 года имел чин полковника, с 1906 года — генерал-майора, с 1913 года — генерал-лейтенанта.
С 1909 года возглавлял Полтавскую местную бригаду. 31 декабря 1913 года отправлен в отставку.
С началом Первой мировой войны в 1914 году возвращён на службу. Командовал 4-й запасной пехотной дивизией. С 1916 года был в резерве чинов Киевского военного округа.
С началом Украинской революции по назначению Центральной рады командовал Полтавской местной бригадой. 24 июля 1917 года уволен со службы в связи с болезнью.
Был жестоко убит 27 августа 1917 года в Полтаве, в своей усадьбе на улице Панянка вместе со своей женою Ольгой Николаевной, во время ограбления.

## Семья
Жену Кондрата Ждановича звали Ольга Николаевна. В их браке родилась дочь Надежда, работавшая учительницей русского языка в гимназии Натальи Старицкой.

## Награды
- Орден Белого Орла (ВП 25.09.1916; за отлично-усердную службу и труды, понесенные во время военных действий).
- Орден Святого Станислава III степени (1873), II степени (1883), I степени (1909)
- Орден Святой Анны III степени (1878), II степени (1886)
- Орден Святого Владимира IV степени (1892), III степени (1902)